# Girls (aespa의 노래)
Girls(걸스)는 대한민국의 걸 그룹 aespa가 자신들의 동명의 EP에 수록한 노래이다. 2022년 7월 8일 SM 엔터테인먼트에 의해 EP의 리그 싱글곡으로 발매되었다.
2022년 6월 27일, SM 엔터테인먼트는 aespa가 2번째 EP Girls를 7월 8일 발매할 것이라고 발표하였다. 7월 7일, 뮤직 비디오 티저가 출시되었다.